# Fyr & Flamme
Fyr & Flamme (duń. Fyr og Flamme) – duński duet muzyczny działający od 2017 roku, w skład którego wchodzą: Jesper Groth oraz Laurits Emanuel. Reprezentanci kraju w 65. Konkursie Piosenki Eurowizji (2021) z utworem „Øve os på hinanden”.
Duet swoją działalność rozpoczął w 2017 roku. Na rynku muzycznym zaistniał jednak trzy lata później, wydając dwa single: „Menneskeforbruger” oraz „Kamæleon”, które odniosły sukces na rodzimej liście przebojów. Tworzą w języku duńskim, a ich stylistyka opiera się na brzmieniach muzyki lat osiemdziesiątych. 
W 2021 roku zwyciężyli w finale duńskich preselekcji do Konkursu Piosenki Eurowizji – Dansk Melodi Grand Prix z utworem „Øve os på hinanden”, stając się tym samym reprezentantami kraju w konkursie. 20 maja wystąpili jako ostatni w kolejności startowej w drugim półfinale, w którym zajęli ostatecznie 11. miejsce z dorobkiem 89 punktów, przez co nie awansowali do finału.

## Dyskografia

### Single
| Rok  | Tytuł                | Pozycje na listach | Album |
| Rok  | Tytuł                | DEN                | Album |
| ---- | -------------------- | ------------------ | ----- |
| 2020 | „Menneskeforbruger”  | 12                 | —     |
| 2020 | „Kamæleon”           | 7                  | —     |
| 2021 | „Øve os på hinanden” | 1                  | —     |
| 2021 | „Kæreste”            | –                  | —     |